# Panamerikameisterschaft 2017 (Badminton)
Die Panamerikameisterschaften 2017 im Badminton fanden vom 27. bis zum 30. April 2017 in Havanna in Kuba statt. Es war die 21. Austragung der Titelkämpfe.

## Medaillengewinner
| Disziplin    | Gold                       | Silber                                   | Bronze                                 |
| ------------ | -------------------------- | ---------------------------------------- | -------------------------------------- |
| Herreneinzel | Ygor Coelho                | Osleni Guerrero                          | Leodannis Martínez                     |
| Herreneinzel | Ygor Coelho                | Osleni Guerrero                          | Bjorn Seguin                           |
| Dameneinzel  | Rachel Honderich           | Brittney Tam                             | Jamie Subandhi                         |
| Dameneinzel  | Rachel Honderich           | Brittney Tam                             | Mariana Ugalde                         |
| Herrendoppel | Jason Ho-Shue Nyl Yakura   | Austin James Bauer Ty Alexander Lindeman | Rubén Castellanos Anibal Marroquín     |
| Herrendoppel | Jason Ho-Shue Nyl Yakura   | Austin James Bauer Ty Alexander Lindeman | Mario Cuba Diego Mini                  |
| Damendoppel  | Michelle Tong Josephine Wu | Daniela Macías Dánica Nishimura          | Anne-Julie Beaulieu Stéphanie Pakenham |
| Damendoppel  | Michelle Tong Josephine Wu | Daniela Macías Dánica Nishimura          | Paula La Torre Daniela Zapata          |
| Mixed        | Toby Ng Rachel Honderich   | Nyl Yakura Brittney Tam                  | Mario Cuba Katherine Winder            |
| Mixed        | Toby Ng Rachel Honderich   | Nyl Yakura Brittney Tam                  | Lino Muñoz Cynthia González            |

## Medaillenspiegel
| Rang   | Land               | Gold | Silber | Bronze | Gesamt |
| ------ | ------------------ | ---- | ------ | ------ | ------ |
| 1      | Kanada             | 4    | 3      | 1      | 8      |
| 2      | Brasilien          | 1    | 0      | 0      | 1      |
| 3      | Peru               | 0    | 1      | 3      | 4      |
| 4      | Kuba               | 0    | 1      | 1      | 2      |
| 5      | Vereinigte Staaten | 0    | 0      | 2      | 2      |
| 6      | Mexiko             | 0    | 0      | 2      | 2      |
| 7      | Guatemala          | 0    | 0      | 1      | 1      |
| Gesamt | Gesamt             | 5    | 5      | 10     | 20     |